# Gunnar Olofsson
Bo Gunnar Olofsson, född 16 maj 1955 i Gåxsjö församling i Jämtlands län, var under åren 2004-2011 VD och koncernchef för företaget Sveaskog. Tidigare har han varit skogsdirektör i företaget, vd för Persson Invest Skog samt byrådirektör vid Skogsstyrelsen. Olofsson är hedersdoktor vid Fakulteten för Skogsvetenskap vid Sveriges lantbruksuniversitet (SLU). Han är också ledamot i Eustafor. 